# Carnot (prémétro d'Anvers)
Pour les articles homonymes, voir Carnot.
Carnot  est une station fantôme du prémétro d'Anvers. Elle est située à l'est de la ville sous la Carnotstraat. Construite dans le cadre du Reuzenpijp, les travaux ont débuté en 1978 et sont depuis 1982 à l'arrêt. 

## Caractéristiques
Depuis la mise en service de l'axe est du prémétro d'Anvers (parcouru par les lignes 8 et 10 du tram d'Anvers), la station sert de sortie de secours.
La station est construite sur le même modèle que les autres du Reuzenpijp avec au niveau -1 se situe la salle des guichets. Au niveau -2 se situe le quai vers le centre ville, tandis que celui vers la sortie est au niveau -3 à 25 mètres sous la surface.
L'ouverture de la station Carnot a été envisagé pour 2020, mais ne figure plus dans les plans de l'exploitant De Lijn.